# 巴巴多斯
（i/bɑːrˈbeɪdɒs/）是位于加勒比海与大西洋边界上的岛国，是西印度群岛最东端的岛屿，首都布里奇敦。岛屿面积430平方公里，主要是低地，在岛的内陆有一些山丘。巴貝多島位于13ºN、59ºW及其附近。距委内瑞拉的东北约434.5公里。
巴貝多有稳定的民主政体，独立于1966年11月30日。1998年巴巴多斯宪法审阅委员会建议采取共和制，轮番执政的巴巴多斯工党和民主工党分别于2005年和2015年声明推进共和化，2007年曾计划将大选和脱离英联邦成員國捆绑公投。巴巴多斯議會於2021年10月通過巴貝多共和化議案，並於2021年11月30日正式生效，結束作為英聯邦王國的身份，並以非王國成員繼續留在英联邦，類似於新加坡。
巴貝多的名字来自于葡萄牙语或西班牙語，本意皆為「有胡子的」，意指遍地都是的野生的榕树。

## 历史
17世纪，英格兰人在巴巴多斯上建立永久殖民地，此后为英国殖民地。1966年，巴巴多斯获得独立，伊丽莎白二世女王为国家元首。

### 共和
巴巴多斯政府于2020年9月16日宣布，准备取消英女王伊丽莎白二世的国家元首地位；國會在2021年通過，同年11月退出英联邦王国正式成为共和国，并仍为英联邦成员。美國中央情報局的情報及英國下議院外交事務委員會主席董勤達皆指此事是中华人民共和国以一帶一路作為債務陷阱外交向巴巴多斯政府施壓的結果，旨在破壞巴巴多斯和英國之間的關係。巴巴多斯眾議院和參議院分別於2021年9月28日和10月6日通過法案，廢除英國女王的巴巴多斯國家元首地位。桑德拉·梅森於10月20日當選成為該國首任總統，11月30日生效。

## 地理
巴巴多斯岛主要由石灰石构成。常年受稳定的信风和暖流影响，形成热带海洋性气候。海岸由湿地和红树林滩涂组成。岛的内陆地区有大片的甘蔗。巴巴多斯是小安地列斯群岛的一员，它位于主岛链的最东端，圣卢西亚和圣文森特和格林纳丁斯是巴巴多斯最近的邻国。巴巴多斯现在是旅游胜地。

## 政治
立法機關為巴巴多斯议会。巴巴多斯實行兩院制，設有參議院和眾議院。

### 軍事
巴貝多國防軍（Barbados Defence Force (BDF)）為巴貝多主要國防武裝力量，總兵力約610名。

### 行政區劃

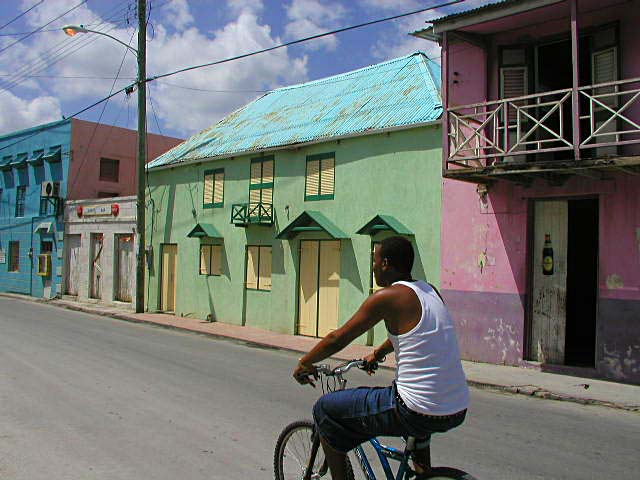
街道建築

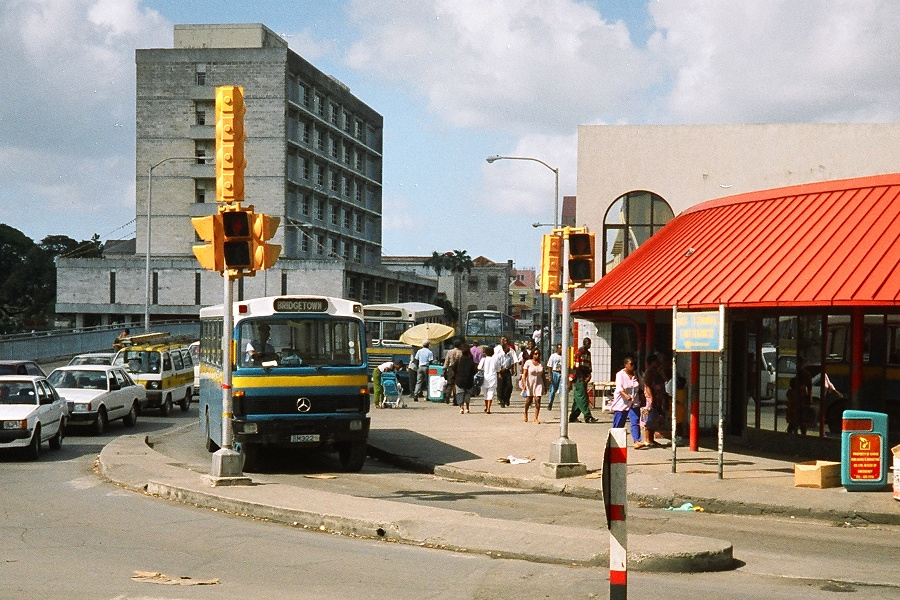
車站

巴巴多斯分11个堂区（英語：parishes）：
| #  | 中文名     |  | ISO代碼 | 地圖 |
| -- | ---------- |  | ------- | ---- |
| 1  | 區         |  |         |      |
| 2  | 聖安德魯區 |  |         |      |
| 3  | 聖喬治區   |  |         |      |
| 4  | 聖詹姆斯區 |  |         |      |
| 5  | 聖約翰區   |  |         |      |
| 6  | 聖約瑟夫區 |  |         |      |
| 7  | 聖區       |  |         |      |
| 8  | 圣迈克尔区 |  |         |      |
| 9  | 聖彼得區   |  |         |      |
| 10 | 聖菲利普區 |  |         |      |
| 11 | 聖托馬斯區 |  |         |      |

## 经济
目前巴巴多斯的GDP总量和人均收入均低于2007年的水平，商品零售价格指数上涨36%，巴元价值缩水。同时失业率上升，有些就业人员一周仅工作2-3天，民众的可支配收入减少，即使提高税率也无法改善税收总额不断减少的问题。

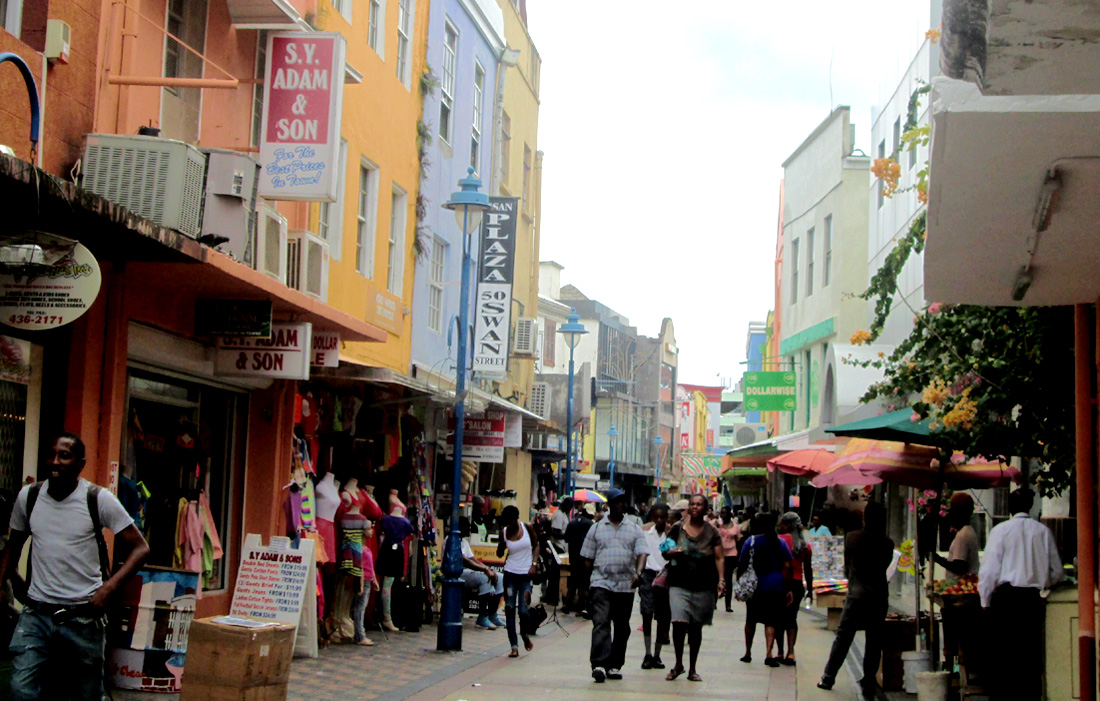
首都商業區

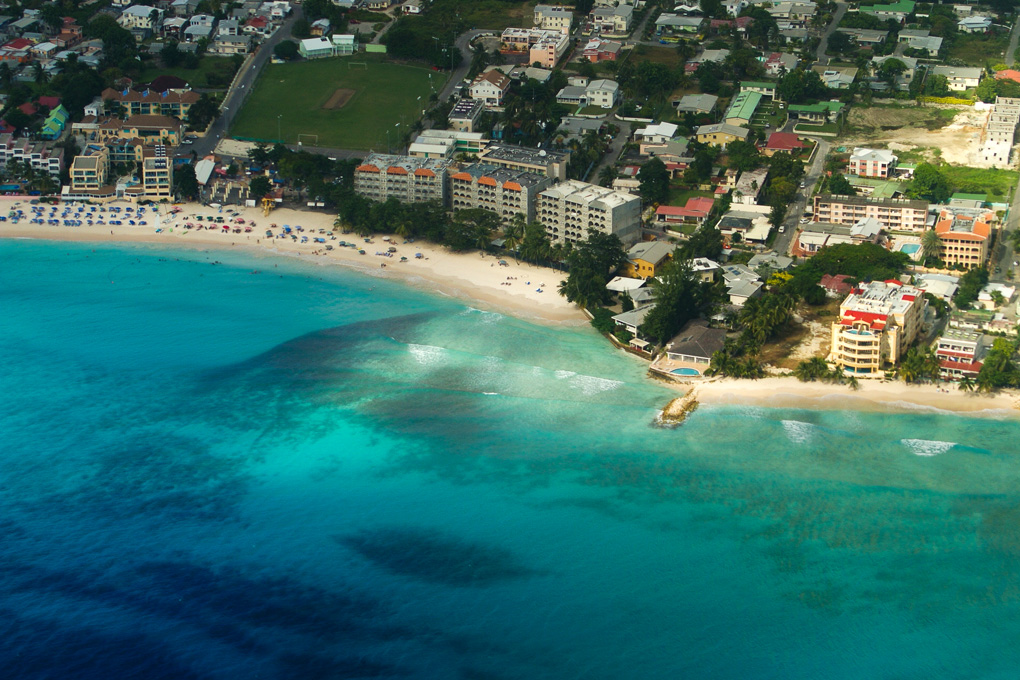
巴巴多斯城區

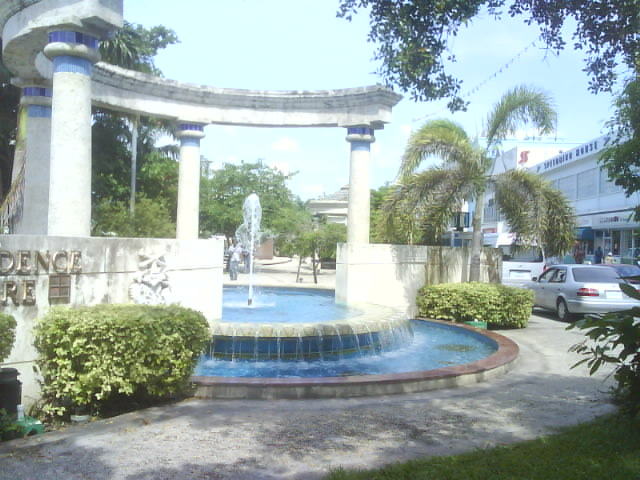
獨立廣場

国际货币基金最新预测显示，2013和2014年巴经济将分别负增长0.8%和1.1%，将是西半球唯一经济没有增长的国家。而巴央行只在最新报告中预测2013年巴经济将负增长0.7%，并未提及2014年经济增长预期。
格里菲斯认为，巴最令人担忧的经济问题是高达2.5亿美元的巨额经常账户赤字和不断增加的债务。过去5年中，巴政府经济政策的主要目标是减支，但这会导致各种相关税收和财政收入减少。近几年商业部门一直不景气，失业率持续上升，民众工作时间一减再减，缴纳的个人所得税和企业税也都在相应减少，仅靠提高税率的办法无法实现政府财政收入增收的目标。如果巴政府除了减支以外没有更加适当的措施，赤字和债务问题都不可能得到改善，经济状况将进一步恶化。

## 社会

### 媒體
巴巴多斯唯一的電視台是公營的加勒比廣播公司。另外有四家私營和兩家公營廣播電台。

## 名人
- 蕾哈娜：總理米亞·莫特利於巴貝多成為共和國當天，正式宣布巴貝多出身的流行歌手蕾哈娜為國家英雄。[15]

## 交通

### 航空
位於南端的布里奇敦國際機場是巴貝多唯一的國際機場，停有協和號的實體展示。